# Paul Chaudet
Paul Chaudet (ur. 17 listopada 1904, zm. 7 sierpnia 1977) – szwajcarski polityk, członek Rady Związkowej od 16 grudnia 1954 do 28 listopada 1966. Kierował departamentem obrony (1955 – 1966).
Był członkiem Radykalno-Demokratycznej Partii Szwajcarii.
Pełnił także funkcje wiceprezydenta (1958, 1961) i prezydenta (1959, 1962) Konfederacji.